# Uso da palavra americano(a)

Globo terrestre com a localização da América em destaque.

Globo terrestre com a localização dos Estados Unidos da América em destaque.

A palavra americano(a) em português pode significar:
- relativo a uma pessoa natural da América; ou
- relativo aos Estados Unidos da América.

A palavra é derivada de "América", um termo utilizado pela primeira vez em 1507 pelo cartógrafo alemão Martin Waldseemüller, em referência a uma área atualmente correspondente ao Brasil, e que passou a ser utilizada a partir do século XVI como o nome do continente conhecido como "Novo Mundo" após seu descobrimento por europeus.

## Uso como gentílico dos EUA
Primeiramente em países anglófonos, "América" passou a ser utilizada como abreviação de Estados Unidos da América. "Americano" começou a ser utilizado como gentílico dos Estados Unidos da América em 4 de julho de 1776, sendo atualmente empregada pela ONU com esse sentido.
Nos países de língua inglesa, American é usado exclusivamente como gentílico dos EUA, a não ser que venha acompanhado de um modificador (como em North American). Além disso, America usualmente denota somente os Estados Unidos, sendo Americas reservado para denotar todo o continente (sendo que, nos EUA, a América costuma ser dividida em do Norte e do Sul). Cognatos de "americano" são usados como gentílico dos EUA em muitos idiomas, incluindo o francês, o russo e o alemão. (Neste último, também a palavra Amerika é usada da mesma maneira que em inglês.)
No espanhol, esse uso da palavra "americano" é questionado, tendo sido desaconselhado pela Real Academia Espanhola. A palavra preferida e majoritária no espanhol da América Latina é estadounidense.
Em português, costuma-se haver ambiguidade da palavra e assim normalmente usa-se somente na sua acepção relativa ao continente americano, propondo termos alternativos para a referência específica aos Estados Unidos da América. Nos países lusófonos, grande parte da população (além das empresas de comunicação social como jornais, editoras, TV, etc.) usa americano ou norte-americano como gentílico dos Estados Unidos. A palavra estadunidense, nos países lusófonos, tem menor adoção.[carece de fontes?]

## Gentílicos alternativos
- Norte-americano é utilizado tanto no Brasil quanto em Portugal para se referir aos cidadãos dos Estados Unidos, em alternativa a americano, assim como norteamericano em espanhol.  Este termo também é constestado por alguns críticos alegando a sua imprecisão, nesse caso por seu uso paralelo para referir-se a cidadãos da América do Norte em geral (que inclui o México, Canadá e Groenlândia, além dos Estados Unidos da América). Em Portugal, esse termo é pouco utilizado na linguagem corrente, mas é o termo habitualmente utilizado pela imprensa.[4]
- Ianque (Yankee) é termo originalmente utilizado para designar os habitantes da Nova Inglaterra no nordeste do país e que se popularizou na Guerra de Secessão (1861-1865) quando foi utilizado pelos confederados para designar os unionistas.[5]
- Estado-unidense é uma forma registrada em Portugal e no Brasil,[6] sendo estadunidense uma variante usada no Brasil (em espanhol grafa-se estadounidense).[7] O termo é usado por poucos jornalistas, enciclopédias e livros de geografia e não é comumente utilizado na linguagem corrente, nem em Portugal, nem no Brasil.[8]
- Pan-americano é um termo usado para denotar pertencente ou relativo a todos os países americanos,[9] se referir ao pan-americanismo ou aos residentes das Américas como um todo.[10][11][12]

Alguns defensores do termo americano consideram a recomendação do termo estadunidense ambígua, uma vez que a expressão Estados Unidos refere-se apenas à forma de organização político-administrativa do país, a partir da qual não são construídos os gentílicos dos demais países ou áreas geográficas. Nota-se que o padrão para nomes de países que tenham, ou já tiveram, "Estados Unidos" no seu nome oficial (Estados Unidos Mexicanos, ou os antigos Estados Unidos do Brasil e Estados Unidos da Colômbia) é a construção do gentílico com base apenas no topônimo — resultando em mexicano, brasileiro, e colombiano, respectivamente —, e não com base em "Estados Unidos", com a qual seriam todos igualmente estadunidenses. Porém, o termo utilizado para se referir aos habitantes dos Estados Unidos da América é estadounidense também nos Estados Unidos Mexicanos, onde, apesar disso, não é considerado ambíguo, pois tanto mexicano, quanto colombiano, são gentílicos válidos e coerentes para se referir aos habitantes destes países, diferentemente de americano, que possui uma ambiguidade de sentido.
Uma diferença proposta é que os termos mexicano e colombiano não têm qualquer duplicidade de significado, ao contrário de americano. Contudo, os oponentes da recomendação do termo estadunidense alegam que essa duplicidade de significado existe em outros casos ao redor do mundo. Por exemplo, sul-africano tanto pode designar um habitante da República da África do Sul como um habitante da região sul de África, embora este último seja mais comumente referido como africano-do-sul, e europeu tanto pode ser alguém com cidadania da União Europeia como um habitante do continente europeu. Essa duplicidade de nomes de locais também acontece no Brasil, como nos estados de São Paulo e Rio de Janeiro, por exemplo, onde a ambiguidade é entretanto evitada com os habitantes de suas respectivas capitais homônimas sendo nomeados, respectivamente, paulistanos e cariocas, enquanto os nativos de outros lugares desses estados são denominados paulistas e fluminenses.
Ianque (Yankee, em inglês), apesar de apontado como possível gentílico alternativo, foi historicamente utilizado em inglês para descrever somente cidadãos dos Estados Unidos originários da Nova Inglaterra. A palavra vem de "iank", corruptela de uma palavra de origem indígena para designar o homem branco. Na América Latina, ianque é comumente utilizado com conotação pejorativa ou jocosa.